# Văn học Việt Nam giai đoạn 1945–1954
Văn học Việt Nam giai đoạn 1945 – 1954 gắn liền với hai sự kiện có ảnh hưởng căn bản và sâu rộng đến mọi mặt của đời sống chính trị, xã hội Việt Nam: Cách mạng tháng Tám và cuộc kháng chiến chống Pháp kéo dài suốt 9 năm. Văn học Việt Nam thời kỳ này đi những bước đầu tiên để chuyển sang một giai đoạn mới với xu hướng hiện thực xã hội chủ nghĩa do Đảng Cộng sản Việt Nam chủ trương.

## Bối cảnh lịch sử
Cách mạng tháng Tám thành công, nước Việt Nam Dân chủ Cộng hòa tuyên ngôn độc lập nhưng nền độc lập đứng trước những thách thức to lớn. Cũng như bối cảnh xã hội lúc ấy, văn học vừa diễn ra xu hướng hội tụ, vừa tiếp tục sự phân hóa của các khuynh hướng văn học. Cuộc kháng chiến chống Pháp bùng nổ ngày 19 tháng 12 năm 1946 đã mở đầu cuộc chiến tranh kéo dài 9 năm với Pháp. Trong thời kỳ này, văn học đã được xây dựng để phục vụ cho cuộc chiến đấu của người Việt Nam mà hạt nhân là Việt Minh. Văn hóa được định hướng theo phương châm do Đảng Cộng sản Việt Nam đã xác định từ Đề cương văn hóa Việt Nam năm 1943  là Dân tộc - Khoa học - Đại chúng còn đối với văn học thì làm cho xu hướng tả thực xã hội chủ nghĩa thắng. Trong kháng chiến chống Pháp, khẩu hiệu Kháng chiến hóa văn hóa - Văn hóa hóa kháng chiến của Hồ Chí Minh cũng phản ánh mục tiêu và đi kèm với nó là phương pháp chi phối văn hóa nói chung và văn học nói riêng trong giai đoạn ấy. Về phong cách, để có thể kháng chiến hóa văn hóa, văn học phải nhằm đến đối tượng quần chúng đông đảo mà chủ yếu là nông dân và do vậy văn học giai đoạn này được hướng đến phong cách hiện thực, đại chúng.
Trong bối cảnh đó, những người sáng tác mà trong số họ có rất nhiều nhà thơ của phong trào Thơ mới, những nhà văn hiện thực phê phán với không ít cây bút tài năng băn khoăn với câu hỏi: viết cho ai? viết cái gì? viết như thế nào? Người ta im lặng, hoặc cảm thấy bứt rứt vì không thể viết như cũ, nhưng cũng chưa thể viết được cái mới như ý muốn của mình. Trong thời gian này đã nảy sinh những cuộc tranh luận về nghệ thuật, trong đó người nghệ sĩ băn khoăn; đem nghệ thuật phục vụ chính trị có phải là rẻ rúng nghệ thuật không? Quần chúng có khả năng thưởng thức nghệ thuật không?.

## Thể loại

### Văn xuôi
Văn xuôi trong giai đoạn này chủ yếu là truyện ngắn và ký về đề tài người nông dân và người lính Vệ quốc quân. Những nhà văn mà phần nhiều đồng thời cũng là lính Vệ quốc quân đã ghi lại những gì có tính chất thời sự đang xảy ra trên chiến trường như Truyện và ký sự của Trần Đăng, Ký sự Cao Lạng của Nguyễn Huy Tưởng, Xung kích của Nguyễn Đình Thi, Bên đường 12 của Tú Nam, Đường vui, Tình chiến dịch của Nguyễn Tuân,... Những ký sự đó đã khắc họa chân dung của người lính mà thời ấy gọi là bộ đội Cụ Hồ trong đó ca ngợi những phẩm chất của họ như lòng yêu nước, thương nhà, tình đồng đội, tinh thần dũng cảm trong chiến đấu...Tuy vậy, để điển hình hóa nhân vật, trong những tác phẩm ấy sự cường điệu nét này hay nét khác của cá tính, hoặc sự nhấn mạnh như một cách minh họa tính giai cấp, có làm cho nhân vật ít nhiều hoặc sa vào sự cá biệt, hoặc sự minh họa.. Truyện và truyện ngắn phong phú hơn về đề tài, từ người lính và cuộc chiến đấu trên chiến trường đến nông thôn, vùng cao, công nhân, trí thức... nhưng đều gắn liền với cuộc chiến tranh chống Pháp. Trận Phố Ràng, Một lần tới thủ đô, Một cuộc chuẩn bị,... đã đủ xác định vị trí hàng đầu của truyện ngắn Trần Đăng trong những năm đầu kháng chiến chống Pháp. Nam Cao có Đôi mắt, Ở rừng,... trong đó Đôi mắt với chiều sâu hiện thực và tâm lý có ý nghĩa lâu dài trong cuộc sống cũng như văn chương; Hồ Phương có Thư nhà. Tô Hoài đã khắc họa cuộc sống, con người miền núi với Truyện Tây Bắc (gồm Mường Giơn, Cứu đất cứu mường và Vợ chồng A Phủ). Người Tây Nguyên sống và đánh Pháp được Nguyên Ngọc miêu tả trong Đất nước đứng lên. Võ Huy Tâm là nhà văn đầu tiên viết về đề tài người công nhân với Vùng mỏ. Những gì đang diễn ra ở nông thôn vùng đồng bằng cũng như hình ảnh người nông dân hiện ra trong các tác phẩm Con trâu (Nguyễn Văn Bổng), Làng (Kim Lân).
Một mảng đề tài nữa cũng đã có nhiều truyện, ký là cuộc cải cách ruộng đất do Đảng Lao động Việt Nam chủ trương. Có thể điểm qua: Địa chủ giết hại gia đình tôi (Nguyễn Thị Chiên, Vũ Cao ghi), Vạch khổ (nhiều tác giả), Gợi khổ (Trọng Hứa), Bóng nó còn bám lấy xóm làng (Nguyễn Tuân), Thửa ruộng vỡ hoang (Xuân Trường)... Những truyện, ký trong mảng đề tài này chủ yếu phục vụ cuộc đấu tranh giai cấp giữa nông dân và địa chủ và sau này ít được nhắc đến. Từ sau năm 1950, xuất hiện một loạt bản tự thuật của những người được phong tặng danh hiệu do thành tích trong chiến đấu và lao động tập hợp thành Truyện anh hùng chiến sĩ thi đua. Những truyện, ký này đã được trao Giải ngoại hạng trong Giải thưởng văn nghệ 1951 – 1952 tuy vậy chất lượng văn chương không cao. Trong một bài viết có tính chất tổng kết (bài Tám năm văn nghệ kháng chiến, Văn nghệ số 46, tháng 12 năm 1953), Hoài Thanh cho rằng những truyện, ký đó đã cho chúng ta thấy một hình ảnh về anh hùng công nông nhưng mới kể chuyện một cách đơn giản, còn sơ lược, chưa đi sâu vào diễn tả những cảnh sống và phân tích tư tưởng.
Trong kháng chiến chống Pháp, hai nhà tiên phong đã góp phần đưa hoạt động biểu diễn sân khấu của Việt Nam trở nên chuyên nghiệp là Thế Lữ và Đoàn Phú Tứ cũng đã có những tác phẩm kịch: Cụ Đạo sư ông, Đoàn biệt động, Đợi chờ, Tin chiến thắng Nghĩa Lộ (Thế Lữ), Trở về (Đoàn Phú Tứ); Lưu Quang Thuận có Quán Thăng long, Cô Giang, Hoàng Hoa Thám.
Ở thể loại văn chính luận, đã có những tác phẩm nổi bật: Lời kêu gọi toàn quốc kháng chiến của Hồ Chí Minh hoặc những bức thư của ông gửi cho học sinh nhân ngày khai giảng đầu tiên dưới chế độ Việt Nam Dân chủ Cộng hòa, gửi cho Trung đoàn Thủ đô đang chiến đấu tại Hà Nội Tết Nguyên Đán Đinh Hợi (1947)...; Kháng chiến nhất định thắng lợi của Trường Chinh...
Trong giai đoạn này, một số tác giả nổi tiếng của dòng văn học hiện thực phê phán như Ngô Tất Tố (mất năm 1954), Nguyễn Công Hoan, Nguyên Hồng không cho ra đời tác phẩm nào.
Trong thời kỳ 1945 – 1954, văn xuôi bắt đầu phong cách hiện thực và được đại chúng hóa để tất cả phục vụ cho mục tiêu thắng người Pháp trong cuộc chiến tranh gian lao kéo dài 9 năm. Truyện, ký là thể loại chủ yếu và tiểu thuyết mới chỉ là những thể nghiệm ban đầu với Con trâu, Vùng mỏ, Xung kích. Giai đoạn này cũng chưa có được những tác phẩm có thể diễn tả hết những gì mà đất nước Việt Nam, người dân Việt Nam với cuộc sống, tâm hồn và số phận của họ đã trải qua. Tuy vậy, những gì đã có của giai đoạn đó, từ thực tế phong phú đến những trăn trở, hoài bão của những nhà văn đã tạo tiền đề cho những tác phẩm có giá trị nghệ thuật hơn trong giai đoạn sau.

### Thơ
Sau Cách mạng tháng Tám và trong kháng chiến chống Pháp, một mảng đề tài chiếm vị trí quan trọng trong phong trào Thơ mới vẫn được tiếp tục, truyền thống miêu tả làng xóm quê hương vẫn in đậm nét trong thơ. Hoàn cảnh lịch sử lúc đó đã khiến cho cảnh làng quê không phải mơ màng, thơ mộng, với những hội hè đình đám hay những mối tình lãng mạn, éo le như Thơ mới mà là làng quê gian khó trong chiến tranh, làng quê có những người nông dân đang ra trận. Về mảng đề tài này có thể kể đến Hoàng Trung Thông (Bao giờ trở lại, Bài ca vỡ đất), Trần Hữu Thung (Thăm lúa), Anh Thơ (Kể chuyện Vũ Lăng), Tế Hanh (Người đàn bà Ninh Thuận), Chế Lan Viên (Bữa cơm thường trong bản nhỏ), Quang Dũng (Đôi mắt người Sơn Tây), Nông Quốc Chấn (Dọn về làng), Lưu Trọng Lư (Ngò cải đơm hoa, Chiến khu Thừa Thiên,...),... và Tố Hữu với Việt Bắc. 
Mảng đề tài thứ hai là hình ảnh người lính Vệ quốc quân với Chính Hữu (Đồng chí), Hồng Nguyên (Nhớ), Vĩnh Mai (Lên Cấm Sơn), Hoàng Lộc (Viếng bạn), Tố Hữu (Việt Bắc), Quang Dũng (Tây tiến).... Người lính từ làng quê nghèo khó nước mặn, đồng chua, đất cày lên sỏi đá rồi chiến trường đi chẳng tiếc đời xanh với bao gian khổ và tất nhiên cả sự hy sinh. Tuy vậy còn ít thơ viết về những trận đánh; đời sống chiến trường chưa được biểu hiện rõ nét. Có thể nói rằng người lính được miêu tả gián tiếp nhiều hơn là trực tiếp.. Hình ảnh người lính gợi nhiều cảm mến ở người đọc nhưng ngoài tinh thần áo vải chân không đi lùng giặc đánh, những khía cạnh tâm lý khác của họ hầu như chưa được phản ánh, các nhà thơ chưa khai thác vào bề sâu tâm trạng của con người trong chiến tranh. Bên cạnh đó những nhà thơ cũng diễn đạt những suy nghĩ, tình cảm của mình về cuộc Cách mạng tháng Tám, về lòng yêu nước, về đất nước, về cuộc chiến đấu đang diễn ra: Xuân Diệu có Ngọn quốc kỳ, Hội nghị non sông, Dưới sao vàng; Chế Lan Viên có Gửi các anh, Nguyễn Bính có Ông lão mài gươm, Đồng Tháp Mười, Trần Mai Ninh có Nhớ máu, Tình sông núi, Nguyễn Đình Thi có Đất nước... Những năm kháng chiến chống Pháp bắt đầu xuất hiện những bài thơ ca ngợi lãnh tụ Hồ Chí Minh như Sáng tháng Năm (Tố Hữu); Ảnh Cụ Hồ, Thơ dâng Bác (Xuân Diệu) hay Đêm nay Bác không ngủ (Minh Huệ). Thơ trong thời kỳ này hầu như không có những tác phẩm về tình yêu trong chiến tranh, bài thơ Không nói của Nguyễn Đình Thi, một trong số những bài thơ hiếm hoi về đề tài đó chưa tạo được sự thông cảm của dư luận đương thời hay Màu tím hoa sim của Hữu Loan cũng vậy. Trong giai đoạn đầy biến động này, những bước ngoặt của lịch sử, những đảo lộn trong xã hội, những khó khăn và mất mát riêng tư dễ làm cho biết bao tiếng nói thơ ca tắt đi trong xót xa, thầm lặng. Thế Lữ, người mở đầu phong trào Thơ mới đã chấm dứt hoạt động thơ trong vòng mười năm sáng tác, Huy Thông nổi lên trong ít năm rồi ngừng hẳn....Huy Cận cũng như Chế Lan Viên đều có xu hướng đi từ thơ sang văn xuôi triết luận với dấu hiệu bế tắc...
Thơ Việt Nam 1945 – 1954 đã có những thành quả nhất định song phải thừa nhận rằng thơ chưa có nhiều thành tựu và chưa cắm được ngọn cờ thi ca ở những cột mốc quan trọng của lịch sử. Về hình thức, thơ trong giai đoạn này cũng chưa có những cách tân, đột phá, vì cũng như văn xuôi, thơ phải được hiện thực hóa và đại chúng hóa, cũng dễ hiểu vì sao Trần Dần và nhóm Sông Đà với lối thơ bậc thang không được hoan nghênh thời ấy.

## Sinh hoạt văn hóa, văn nghệ lớn

### Các đại hội văn hóa cứu quốc
Hội văn hóa cứu quốc được thành lập năm 1943. Tháng 9-1945 tổ chức Đại hội văn hóa cứu quốc lần thứ nhất. Từ 12 đến 13 tháng 10 năm 1946 Đại hội văn hóa cứu quốc lần 2 diễn ra với sự bầu cử một Ban chấp hành gồm Chủ tịch Đặng Thai Mai, Tổng thư ký Hoài Thanh, Phó tổng thư ký Tố Hữu và các ủy viên Văn Cao, Ngô Quang Châu, Nguyễn Đỗ Cung, Xuân Diệu, Nguyễn Đình Thi, Nguyễn Văn Tỵ, Chế Lan Viên.

### Hội nghị văn hóa toàn quốc lần thứ nhất
Hội nghị văn hóa toàn quốc lần thứ nhất dự kiến họp từ 24 tháng 11 đến 1 tháng 12 năm 1946. Tuy nhiên, do tình hình căng thẳng với việc Pháp khiêu khích, nổ súng ở Lạng Sơn, Hải Phòng, xé bỏ Hiệp định sơ bộ 6-3 và Tạm ước 14-9 nên hội nghị được bế mạc ngay trong buổi chiều chủ nhật ngày 24 tháng 11 năm 1946. Hồ Chủ tịch đã đến dự và nói chuyện với Hội nghị.
Hội nghị ra quyết nghị ủng hộ Chính phủ Dân chủ Cộng hòa do Chủ tịch Hồ Chí Minh đứng đầu, quyết định thành lập một Ủy ban Văn hóa toàn quốc có nhiệm vụ tiếp tục công việc của Hội nghị liên lạc với giới văn hóa, văn nghệ trong và ngoài nước, lập một số tiểu ban văn hóa, tìm đường lối sáng tác và chuẩn bị hội nghị văn hóa toàn quốc lần thứ 2 khi tình hình ổn định.

### Hội nghị văn hóa toàn quốc lần thứ hai
Hội nghị văn hóa toàn quốc lần thứ hai diễn ra trong các ngày từ 16 đến 20 tháng 7 năm 1948 tại Việt Bắc, với hơn 200 đại biểu về tham dự. Tại Hội nghị, Trường Chinh đã đọc bản báo cáo Chủ nghĩa Mác và văn hóa Việt Nam. Hội nghị đã bầu ra Ban chấp hành Hội văn hóa Việt Nam và bầu Hồ Chí Minh làm hội trưởng danh dự. Ban chấp hành gồm có: 
- Các đại biểu khoa học tự nhiên: Trần Đại Nghĩa, Phạm Đình Ái, Đặng Phúc Thông, Tôn Thất Tùng.
- Các đại biểu khoa học xã hội: Nguyễn Khánh Toàn, Trần Công Tường, Trần Văn Giáp.
- Đại biểu giáo dục: Ngụy Như Kon Tum, Nguyễn Công Mỹ, Phan Thiều, Thục Vinh.
- Đại biểu văn học: Đặng Thai Mai, Hoài Thanh, Trần Huy Liệu, Đoàn Phú Tứ, Hoàng Xuân Nhị, Đỗ Đức Dục.
- Đại biểu các ngành nghệ thuật: Thế Lữ (sân khấu); Tô Ngọc Vân (mỹ thuật); Nguyễn Xuân Khoát (âm nhạc); Nguyễn Cao Luyện (kiến trúc); Văn Cao.

Tại Hội nghị, Ban chấp hành cũng bầu ra Ban thường vụ với Hội trửong Đặng Thai Mai, Tổng thư ký Hoài Thanh, và các ủy viên Ngụy Như Kon Tum, Tô Ngọc Vân, Trần Huy Liệu, Đoàn Phú Tứ, Trần Văn Giáp.

### Hội nghị văn nghệ toàn quốc
Hội nghị văn nghệ toàn quốc tổ chức trong các ngày từ 23 đến 25 tháng 7 năm 1948 tại Việt Bắc, với hơn 80 văn nghệ sĩ đại biểu của các ngành văn học, sân khấu, âm nhạc, kiến trúc, mỹ thuật về dự. Hội nghị đánh giá về tình hình hoạt động văn nghệ mấy năm đầu kháng chiến chống Pháp, thống nhất ba phương châm Dân tộc, Khoa học, Đại chúng là phương hướng hành động của giới văn nghệ toàn quốc.
Hội nghị chính thức thành lập Hội văn nghệ Việt Nam, và bầu ra Ban chấp hành của Hội gồm có:
- Tổng thư ký: Nguyễn Tuân
- Phó tổng thư ký: Tố Hữu
- Ủy viên kinh tế: Võ Đức Diên
- Ủy viên quân sự: Ngô Quang Châu
- Ủy viên tổ chức và kiểm tra: Xuân Diệu

Ngoài ra còn có đại biểu các ngành Trần Văn Cẩn (mỹ thuật); Thế Lữ (sân khấu); Nguyễn Xuân Khoát, Lưu Hữu Phước (âm nhạc), và đại biểu các khu: Ngô Tất Tố (khu 1), Lê Hữu Kiều (khu 3); Lưu Trọng Lư (khu 4), Tạ Mỹ Duật (khu 10), Đỗ Cung (Nam Trung Bộ); Hoàng Xuân Nhị, Huỳnh Văn Gấm (Nam Bộ).
Cũng trong Hội nghị này Đoàn Nhạc sĩ Việt Nam và Đoàn Sân khấu Việt Nam được thành lập.

### Hội nghị văn nghệ bộ đội
Hội nghị văn nghệ bộ đội tổ chức từ 9 đến 14 tháng 9 năm 1949 tại Việt Bắc. Đến dự Hội nghị bên cạnh các cây bút trong quân đội còn có các nhà văn, nhà thơ chuyên nghiệp khác. Hội nghị tập trung vào vấn đề văn nghệ phục vụ bộ đội, phục vụ chiến đấu và phát triển phong trào văn nghệ trong bộ đội. Kết thúc Hội nghị, Tố Hữu và Thế Lữ chính thức gia nhập bộ đội, mở đầu cho phong trào văn nghệ sĩ đầu quân.

### Hội nghị tranh luận văn nghệ Việt Bắc
Hội nghị tổ chức trong các ngày từ 25 đến 28 tháng 9 năm 1949 nhằm mục đích tranh luận cho sáng tỏ các vấn đề đang xảy ra trong văn nghệ đương thời, tổng kết và phổ biến kinh nghiệm của các chuyến đi thực tế, chuẩn bị cho văn nghệ sĩ thực hiện những nhiệm vụ mới của kháng chiến. Điều hành hội nghị lần lượt là Nguyễn Tuân, Tố Hữu, Đoàn Phú Tứ, Nguyễn Đỗ Cung. Hội nghị họp 11 phiên trong vòng 4 ngày. Tại phiên khai mạc, Tố Hữu đọc bản thuyết trình Văn nghệ dân chủ mới nêu lên ba tính chất dân tộc, đại chúng, khoa học của nền văn nghệ bấy giờ, đồng thời đề ra những nhiệm vụ mới cho văn nghệ.
Trong các phiên họp tiếp theo hội nghị tranh luận về các vấn đề như cách mạng hóa tư tưởng, quần chúng hóa sinh hoạt, các chuyến đi thực tế, phương pháp sáng tác hiện thực xã hội chủ nghĩa, phê bình văn nghệ; các quan điểm về âm nhạc, nhận xét các tập Đường vui (Nguyễn Tuân) và Thơ văn bộ đội; bàn về nhiếp ảnh và hội họa; Phê bình thơ Nguyễn Đình Thi, phê bình độc tấu của Thanh Tịnh v.v. Tuy nhiên, "thiếu sót của hội nghị là chỉ biết nhằm những nhược điểm của phong trào văn nghệ nhân dân mà thảo luận, do đó hội nghị chưa có tính chất chung của phong trào văn nghệ cả nước".

## Các giải thưởng
Các giải thưởng trong giai đoạn 1945 – 1954 dưới đây tóm tắt từ phần Phụ lục, trong cuốn Văn học Việt Nam kháng chiến chống Pháp (1945 – 1954) do Ủy ban Khoa học Xã hội Việt Nam, Viện Văn học (Việt Nam) thực hiện..

### Giải thưởng văn nghệ 1951-1952
Giải thưởng văn nghệ 1951 – 1952 được trao cho các tác phẩm truyện và ký sự, thơ, kịch, các tác phẩm dịch.
- Truyện và ký sự
  - Giải ngoại hạng: toàn bộ Truyện anh hùng và chiến sĩ thi đua do các nhà văn viết lại theo các bản tự thuật của các chiến sĩ trong Đại hội thi đua toàn quốc 1952.
  - Giải nhất: tiểu thuyết Vùng mỏ của Võ Huy Tâm.
  - Giải nhì: gồm 2 giải trao cho ký sự Trận Thanh Hương của Nguyễn Khắc Thứ; và tiểu thuyết Xung kích của Nguyễn Đình Thi.
  - Giải ba: gồm 2 giải trao cho truyện ngắn Con đường sống của Minh Lộc; và ký sự Chiến thắng Cao Lạng của Nguyễn Huy Tưởng.
  - Giải khuyến khích: gồm 3 giải cho các tác phẩm truyện ngắn Đánh trận giặc lúa của Bùi Hiển; truyện Xây dựng của Nguyễn Khải; truyện Ông Cốc của Nguyễn Khắc Mẫn.
- Thơ
  - Giải nhất: toàn bộ các tác phẩm thơ ca kháng chiến của Tú Mỡ.
  - Giải nhì: tập thơ của Nông Quốc Chấn.
  - Giải ba: tập thơ của Bàn Tài Đoàn
  - Giải khuyến khích: trao ba giải cho Hai Tộ hò khoan của Trần Hữu Thung, các bài độc tấu của Thanh Tịnh; Từ đêm mười chín của Khương Hữu Dụng
- Kịch
  - Giải nhất: không có
  - Giải nhì: không có
  - Giải ba: trao hai giải cho kịch ngắn Chị Bắc giác ngộ của Nguyễn Khắc Dực và kịch 3 hồi Bão chuyển của Vũ Lăng.
  - Giải khuyến khích: trao 2 giải cho Tin chiến thắng Nghĩa Lộ của Đoàn văn công Nha tuyên truyền và văn nghệ; và chèo 10 cảnh Quách Thị Tước của Ngô Tất Tố.
- Dịch thuật
  - Giải nhất: không có
  - Giải nhì: không có
  - Giải ba: 2 giải trao cho: toàn bộ các bản dịch về kịch của Thế Lữ, hai bản dịch Trời hửng và Trước lửa chiến đấu của Ngô Tất Tố.

### Giải thưởng văn nghệ 1954-1955
Giải thưởng văn nghệ 1954-1955 do Hội Văn nghệ Việt Nam đề ra cho năm 1954 nhưng do hoàn cảnh hòa bình nên gia hạn thêm đến đầu năm 1955. Số tác phẩm gửi đến ban tổ chức gồm 362 tập thơ, 108 truyện ký, 65 kịch bản, 56 bản dịch. Ban giám khảo đã làm việc từ tháng 12 năm 1955 đến tháng 3 năm 1956. Ngoài những tác phẩm được vào chung khảo, còn chọn thêm một số tác phẩm mới đã in hoặc chưa in trong năm 1955 có tác dụng phục vụ cuộc đấu tranh của dân tộc Việt Nam.
- Thơ
  - Giải nhất: tập thơ Việt Bắc của Tố Hữu.
  - Giải nhì: ba giải trao cho: 2 tập thơ Đồng tháng Tám và Dặn con của Trần Hữu Thung; tập thơ Ngôi sao của Xuân Diệu, tập thơ Nụ cười chính nghĩa của Tú Mỡ
  - Giải ba: trao 1 giải cho Thơ chiến sĩ của Hồ Khải Đại.
  - Giải khuyến khích: trao 4 giải: Thơ, ca dao về Nam Bộ kháng chiến của Nguyễn Hiêm; truyện thơ Chú Hai Neo của Nguyễn Hải Trừng; ca dao Chiếc vai cày của Việt Dung; tập thơ Anh Ba Thắng của Việt Ánh.
- Truyện
  - Giải nhất: trao hai giải cho: tiểu thuyết Đất nước đứng lên của Nguyên Ngọc, tập truyện Truyện Tây Bắc của Tô Hoài.
  - Giải nhì: 2 giải trao cho: Truyện anh Lục của Nguyễn Huy Tưởng; tiểu thuyết Con trâu của Nguyễn Văn Bổng.
  - Giải ba: trao một giải cho tác phẩm Cái lu của Trần Kim Trắc.
  - Giải khuyến khích: ba giải: Đồng quê hoa nở của Hoàng Trung Nho; Gặp gỡ của Bùi Hiển; Cá bống mú của Đoàn Giỏi.
- Ký sự
  - Giải nhất: không có
  - Giải nhì: không có
  - Giải ba: 2 giải: Lên công trường của Hồng Hà, và Nam Bộ mến yêu của Hoài Thanh.
  - Giải khuyến khích: 3 giải: Đường lên Châu Thuận của Quang Dũng; Trại di cư Pagốt Hải Phòng của Sao Mai và Lòng mẹ của Bích Thuận.
- Kịch
  - Giải nhất: không có
  - Giải nhì: trao một giải cho tác phẩm Lửa cháy lên rồi của Phan Vũ.
  - Giải ba: 5 giải trao cho 5 kịch bản: Mở Nông Giang của Nguyễn Khắc Dực; Chị Hòa của Học Phi; Lòng dân của Nguyễn Văn Xe; Ánh sáng Hà Nội của Hoàng Tích Linh; Việt ơi! của Bửu Tiến.
  - Giải khuyến khích: 3 giải: Chiến đấu trong lòng địch của Lộng Chương; Hai thái độ của Bàng Sĩ Nguyên; Cai Tô của Nguyễn Văn Thương.
- Dịch thuật văn học
  - Giải nhất: không có
  - giải nhì: 4 giải trao cho 4 dịch phẩm Chiến sĩ chân chính Đổng Tồn Thụy do Lê Văn Cơ dịch; Chiến sĩ và Tổ quốc do Đào Vũ dịch; Chuyện vè Lý Hữu Tài do Đào Vũ dịch; và Lưu Hồ Lan do Phan Sinh dịch.
  - Giải ba: Bản thoại Lý Hữu Tài do Xích Liên dịch; Vichia Mêlêép do Hiệu đoàn Sư phạm trung cấp dịch; Vương Quý và Lý Hương Hương do Hoàng Trung Thông dịch.

### Giải thưởng văn nghệ Phạm Văn Đồng
Giải thưởng văn nghệ Phạm Văn Đồng do Liên khu 5 đứng ra tổ chức năm 1952 trao giải nhất về thơ cho tập thơ Nhân dân một lòng của Tế Hanh; giải nhì về truyện (không có giải nhất) cho tiểu thuyết Con trâu của Nguyễn Văn Bổng; giải ba kịch và tuồng (không có giải nhất, nhì) trao cho vở tuồng hát bội Chị Ngộ của Nguyễn Lai.

### Giải thưởng văn nghệ Cửu Long Giang (Nam Bộ 1949-1950)

#### Tác phẩm
- Truyện
  - Giải nhất: truyện ngắn Con đường sống và tập truyện Anh Tư dân quân của Minh Lộc (Văn nghệ bộ đội, khu 8)
  - Hạng nhì: không có
  - Hạng ba: tập truyện ngắn Lòng dân của Phạm Hữu Tùng (Phân hội văn nghệ Sở thông tin Nam Bộ).
  - Hạng khuyến khích: những tập truyện của Phạm Anh Tài, Hoàng Linh, Linh Nã
- Thơ
  - Hạng nhất: không có
  - Hạng nhì: tập thơ lục bát Bức thơ tình của Ba Dân (Văn nghệ bộ đội khu 9).
  - Hạng ba: trao hai giải cho một số bài thơ trong tập Chiến dịch mùa xuân của Nguyễn Bính, Việt Ánh, Dân Thanh, Truy Phong do Phòng chính trị khu 8 sưu tầm; và một số bài trong tập Hương đồng nội của Nguyễn Ngọc Tấn (khu 7).
  - Hạng khuyến khích: 2 giải cho một số bài trong tập Hò lờ thi đua của Nguyễn Quốc Nhân (Vĩnh Long); và một số tác phẩm của Huy Hà, Bảo Định Giang, Dương Phong, Lý Dũng Dân, Phương Viễn.
- Kịch
  - Hạng nhất: không có
  - Hạng nhì: vở kịch Vì dân của Lê Minh (Phòng chính trị khu 8).
  - Hạng ba: 2 giải trao cho: vở Chiều ba mươi Tết của Hoang Tuyển (Văn nghệ bộ đội khu 8); và vở Quyết rửa thù của Phạm Công Minh (báo thống nhất).
  - Hạng khuyến khích: vở Giờ tôi mới hiểu của Duy Phương (Gia Định khu 7).

#### Tác giả
Giải thưởng văn nghệ Cửu Long Giang còn trao giải cho tác giả theo hai thứ hạng: ưu hạng về công lao đối với kháng chiến và văn nghệ; và hạng đặc biệt về công lao đối với kháng chiến và văn nghệ.
- Ưu hạng: trao ba giải cho: Việt Ánh (thi sĩ, bị bệnh hiểm nghèo mà không chịu rời cơ quan công tác, đã sáng tác gần 40 tập thơ về địch vận, ngụy vận); Huỳnh Văn Gấm (họa sĩ, phụ trách công việc đặc biệt cần thiết cho kháng chiến 4 năm và có công trong việc hướng dẫn nền hội họa đại chúng); Xích Liên (nhà văn, tuy tuổi già và bệnh tật vẫn dịch nhiều tác phẩm của Liên Xô, Trung Hoa cho bộ đội đọc).
- Hạng đặc biệt: trao 2 giải cho Nguyễn Cao Thương (họa sĩ, thương binh, có công đào tạo trên 300 cán bộ hội họa phục vụ kháng chiến); Nguyễn Ngọc Bạch (góp phần lớn trong việc xây dựng nền nhạc Việt Nam ở Nam Bộ và tận tụy với đoàn kịch lưu động).

### Giải thưởng văn nghệ Cửu Long Giang (Nam Bộ 1951-1952)
Trao giải nhất về văn cho tác phẩm truyện ngắn Bên rừng Cù Lao Dung của Phạm Anh Tài và giải nhất về thơ cho tập thơ Anh Ba Thắng của Việt Ánh.

## Một số tác giả và tác phẩm

### Tố Hữu
- Tập thơ Việt Bắc (1954) gồm 20 bài thơ chủ viết về những vùng quê, những con người trong chiến tranh với Pháp, ca ngợi Hồ Chí Minh và chiến thắng Điện Biên Phủ. Tập thơ đã được tặng Giải Nhất trong Giải thưởng Văn nghệ 1954 – 1955. Năm 1955 đã có một cuộc tranh luận sôi nổi và có lúc đến mức căng thẳng về tập thơ này giữa hai phía ca ngợi và đánh giá thấp. Trong tập có nhiều bài thơ nổi tiếng tiêu biểu cho phong cách sáng tác của Tố Hữu như Việt Bắc, Bầm ơi!, Lượm, Sáng tháng Năm, Ta đi tới, Hoan hô chiến sĩ Điện Biên
- Ngoài ra, trong giai đoạn này, Tố Hữu còn có một số bài thơ khác trong đó có bài ca ngợi Iosif Stalin ''Đời đời nhớ ông''.

Tố Hữu được nhà phê bình Trần Đình Sử đánh giá là đỉnh cao thơ trữ tình chính trị Việt Nam.

### Nguyễn Tuân
Nguyễn Tuân, theo nhà phê bình Vương Trí Nhàn, tên tuổi còn mãi với thể tùy bút  trong giai đoạn này đã tiếp tục thể loại sở trường của mình. Từ Chùa Đàn (1946) đến Đường vui (1949) và Tình chiến dịch (1950) có thể thấy sự chuyển hướng đề tài gắn với cuộc kháng chiến chống Pháp nhưng vẫn mang đậm phong cách rất riêng của ông với sự tinh tế và nghệ thuật sử dụng ngôn từ điêu luyện. Bách khoa toàn thư Việt Nam đánh giá Đường vui" và Tình chiến dịch là hai thiên tùy bút đặc sắc nhất của ông trong kháng chiến chống Pháp.

### Trần Đăng
Trong cuộc đời ngắn ngủi của mình (ông mất tháng 11 năm 1949 khi vừa mới qua tuổi 28), Trần Đăng đã kịp để lại một số truyện và ký, trong đó phải kể đến Một lần tới Thủ đô (1946), Trận Phố Ràng (1949), Một cuộc chuẩn bị (1950).